# Erik Friberg
John Erik Gunnar Friberg, född 10 februari 1986 i Lindome församling i Göteborgs och Bohus län, är en svensk före detta fotbollsspelare. 
Erik Friberg är sportchef i BK Häcken sedan december 2024.
Han är kusin till "Counter-Strike"-spelaren Adam Friberg.

## Klubbkarriär

### Sverige
Friberg började sin karriär i Hovås Billdal. Senare fortsatte Friberg i ungdomsverksamheten i Västra Frölunda IF innan han i januari 2007 flyttade till BK Häcken. Han gjorde sin debut i Uefa Europa League den 2 augusti 2007 mot KR Reykjavíkur. Matchen slutade med en 1–0-vinst för Häcken. Han spelade 20 minuter i de två matcherna mot Spartak Moskva i den första omgången av Uefacupen 2007/2008.

### USA
I december 2010 blev det känt att Friberg hade skrivit på för Seattle Sounders FC i Major League Soccer. Han gjorde sin debut för Sounders i deras öppningsmatch av MLS-säsongen 2011 mot Los Angeles Galaxy. Säsongen 2016 vann han MLS-titeln med Seattle.

### Malmö FF
I december 2011 skrev Friberg på ett treårskontrakt för Malmö FF i Allsvenskan. Friberg gjorde sina två första mål för klubben i en och samma match den 5 april 2013 på bortaplan mot Åtvidabergs FF.

### Bologna FC
Friberg skrev den 30 januari 2014 på ett kontakt på 2,5 år med den italienska klubben Bologna FC och spelade sin första match den 14 februari som inhoppare i 89:e minuten. Kontraktet bröts dock tidigt i januari år 2015.

### Esbjerg fB
Den 4 januari 2015 skrev Erik Friberg på för Esbjerg fB.

### BK Häcken
Inför säsongen 2017 värvades Friberg av BK Häcken, där han skrev på ett fyraårskontrakt. I januari 2019 förlängde han sitt kontrakt i klubben med tre år. I juni 2021 förlängde Friberg sitt kontrakt i BK Häcken fram över säsongen 2022. Under säsongen 2022 spelade han 18 matcher, varav en match från start och gjorde en assist då BK Häcken vann sitt första SM-guld. Efter säsongen 2022 valde han att avsluta sin fotbollskarriär.

## Karriärstatistik
| Säsong    | Klubb               | Land    | Tävling          | Matcher | Mål |
| --------- | ------------------- | ------- | ---------------- | ------- | --- |
| 2007      | BK Häcken           | Sverige | Superettan       | 14      | 0   |
| 2007/2008 | BK Häcken           | Sverige | Uefacupen        | 3       | 0   |
| 2008      | BK Häcken           | Sverige | Superettan       | 25      | 2   |
| 2009      | BK Häcken           | Sverige | Svenska cupen    | 3       | 0   |
| 2009      | BK Häcken           | Sverige | Allsvenskan      | 28      | 3   |
| 2010      | BK Häcken           | Sverige | Svenska cupen    | 2       | 0   |
| 2010      | BK Häcken           | Sverige | Allsvenskan      | 27      | 0   |
| 2011      | Seattle Sounders FC | USA     | MLS              | 26      | 1   |
| 2011/2012 | Seattle Sounders FC | USA     | Champions League | 1       | 0   |
| 2012      | Malmö FF            | Sverige | Allsvenskan      | 24      | 0   |
| 2013      | Malmö FF            | Sverige | Allsvenskan      | 27      | 6   |
| Totalt    | Totalt              | Totalt  | Totalt           | 179     | 12  |

## Meriter
Malmö FF
- Svensk mästare: 2013
- Svensk supercupvinnare: 2013

 Seattle Sounders
- MLS Cup: 2016
- Lamar Hunt US Open Cup: 2011

 BK Häcken
- Svensk mästare: 2022
- Svensk cupvinnare: 2019